# Everton de Viña del Mar (baloncesto)
La rama de básquetbol de la Corporación Deportiva Everton fue fundada el 24 de junio de 1924.
Luego del traslado de Everton a Viña del Mar en 1934, la rama se integró a la Asociación de Básquetbol de Viña del Mar, en la que se desempeñó hasta el año 2009, cuando se incorporó a la División Mayor del Básquetbol de Chile (DIMAYOR).

## Historia
La Rama de básquetbol de Everton, al margen del fútbol, es una de la secciones deportivas más antiguas de la institución que aún se encuentran en funcionamiento. Fue fundada formalmente el 24 de junio de 1924 en Valparaíso por iniciativa de un grupo de aficionados al básquetbol, encabezados por Eduardo Proyott.
En 1934 la rama de básquetbol se trasladó a calle Viana 161 en Viña del Mar, comenzando de esta manera su participación en la Asociación de Básquetbol de dicha ciudad, de la que se consagró campeón por primera vez en 1956. En sus 84 años de historia, la mejor actuación de la rama de básquetbol de Everton aconteció en la temporada 1961, año en el que obtuvo los campeonatos oficiales en todas las categorías de Asociación de Viña del Mar. 
Entre otros logros, Everton se alzó con el Torneo General en las temporadas 1960, 1961, 1967 y 1978, además de los campeonatos de Honor en 1956, 1967, 1969, 1970, 1972, 1982, 1984 y 1988, de Segunda División en 1961, 1967, 1978 y 1984, y de Tercera y Cuarta División en el año 1961. La sección femenina por su parte tiene entre sus mejores resultados la obtención de los campeonatos de Honor en 1983, 1988 y 1990. Adicionalmente, el club ha cosechado diversos títulos en las categorías juveniles, infantiles y senior, tanto en la sección masculina como femenina. 
Por otro lado, cabe mencionar el hecho de que en 1956, Everton se transformó en el primer club de básquetbol de Chile en organizar una escuela para la práctica de este deporte, al fundar la Escuela José Gómez, nombre escogido en conmemoración al entrenador y dirigente de la rama en esos momentos, el 1 de octubre de ese mismo año.
En el año 2008 la rama de básquetbol de Everton, bajo la conducción técnica de Nelson Martínez Navia, participó en el campeonato Centro-Sur de la División Mayor del Básquetbol de Chile (DIMAYOR), en el que debutó el 5 de abril de 2008 frente a USACH con resultado de 80-62 favorable a Everton. Cerró su participación el 18 de mayo, cuando cayó derrotado ante USACH por 61-62, finalizando en el séptimo puesto del Grupo Centro.
Finalmente, Everton se incorporó oficialmente a la División Mayor del Básquetbol de Chile (DIMAYOR) en 2009, debutando el 18 de abril de ese mismo año frente a Liceo Mixto de Los Andes con derrota de 72 a 92.
Antes de comenzar su participación en los playoffs 2009, Everton decidió marginarse de la Dimayor, en protesta por el manejo administrativo de esta. Esto generó una reacción en cadena, siendo así un ejemplo a seguir por los clubes chilenos que también comenzaron a marginarse de la liga (Dimayor) y siendo prácticamente el fin de la liga de básquetbol con más historia en Chile

## Palmarés

### Torneos locales

#### Sección masculina
- Torneo General (4): 1960, 1961, 1967, 1978
- Campeonato de Honor (8): 1956, 1967, 1969, 1970, 1972, 1982, 1984, 1988
- Segunda División (4): 1961, 1967, 1978, 1984(2008)
- Tercera División (1): 1961
- Cuarta División (1): 1961

#### Sección femenina
- Campeonato de Honor (3): 1983, 1988, 1990

#### Otras categorías

##### Sección masculina
- Senior Segunda División (1): 1983
- Juveniles (3): 1965, 1979, 2003
- Cadetes (1): 2001
- Infantiles (7): 1963, 1964, 1967, 1972, 1980, 1980, 1988
- Minis (2): 1981, 1992

- Juveniles (3): 1961, 1978, 2005
- Cadetes (4): 1989, 1995, 2000, 2001
- Minis (1): 1999